# Pinus muricata
Pinus muricata е вид растение от семейство Борови (Pinaceae). Видът е уязвим и сериозно застрашен от изчезване.

## Разпространение
Разпространен е в Мексико и САЩ.